# Het Moment

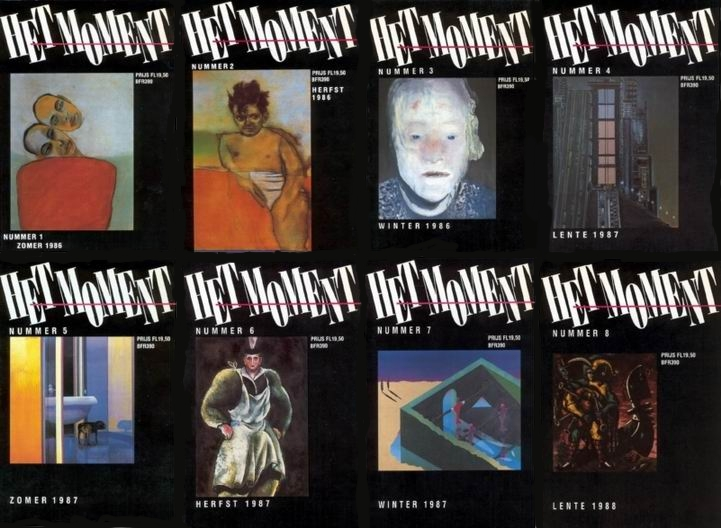

Het Moment is een Nederlands literair tijdschrift.
Vanaf de zomer van 1986 tot die van 1988 verscheen acht maal Het Moment – kwartaalboek voor nieuwe literatuur en kunst, onder redactie van Huub Beurskens, Peter Nijmeijer en Laurens Vancrevel, uitgegeven door Meulenhoff, Amsterdam. De vormgeving werd verzorgd door Zeno.
In elke uitgave werden ook een beeldend kunstenaar en een fotograaf geïntroduceerd.
In de loop van die acht publicaties kwamen enkele namen aan bod nog voordat ze bij een groot publiek bekend werden. Zo verschenen De 'Romeinse Elegieën' van Joseph Brodsky er voor het eerst in Nederlandse vertaling – een jaar voordat Brodsky de Nobelprijs zou krijgen. Ook Herta Müller ontving naderhand de Nobelprijs. H.H. ter Balkt moest nog zo'n twee decennia wachten op de P.C. Hooftprijs, evenals H.C. ten Berge. Marlene Dumas was nog vooral bekend in Amsterdam. Tot de andere namen behoren die van Armando, John Banville, Hugo Claus, Bodo Kirchhoff, Gerrit Kouwenaar, R.B. Kitaj, Wayne Thiebaud, Martin Parr en Adam Zagajewski.
In 2013 werd Het Moment nieuw leven ingeblazen als online literair magazine met opnieuw aandacht voor andere kunstdisciplines.
Sindsdien zijn op Het Moment oorspronkelijke en vertaalde bijdragen te vinden van schrijvers en andere kunstenaars onder wie Benno Barnard, Giorgio Bassani, Gottfried Benn, Peter Buwalda, Rikki Ducornet, Witold Gombrowicz, Jan Lauwereyns, Clarice Lispector, Vladimir Nabokov, Francis Ponge, Martin Reints, Hermann Ungar en Jacob ter Veldhuis.